# Cerkiew Trójcy Świętej w Budvie
Cerkiew Trójcy Świętej (czarn. Crkva Svete Trojice) – prawosławna cerkiew parafialna w Budvie, przy Trgu Starogradskih Crkava, w jurysdykcji metropolii Czarnogóry i Przymorza Serbskiego Kościoła Prawosławnego.

## Historia
Cerkiew została wzniesiona w latach 1798-1804, z inicjatywy władyki czarnogórskiego Piotra I. Ikonostas w jej wnętrzu wykonał w 1833 r. grecki ikonograf Naum Zetiri. Na początku XX w. budowla została poważnie uszkodzona podczas trzęsienia ziemi, następnie odbudowana w pierwotnym kształcie.  

## Architektura

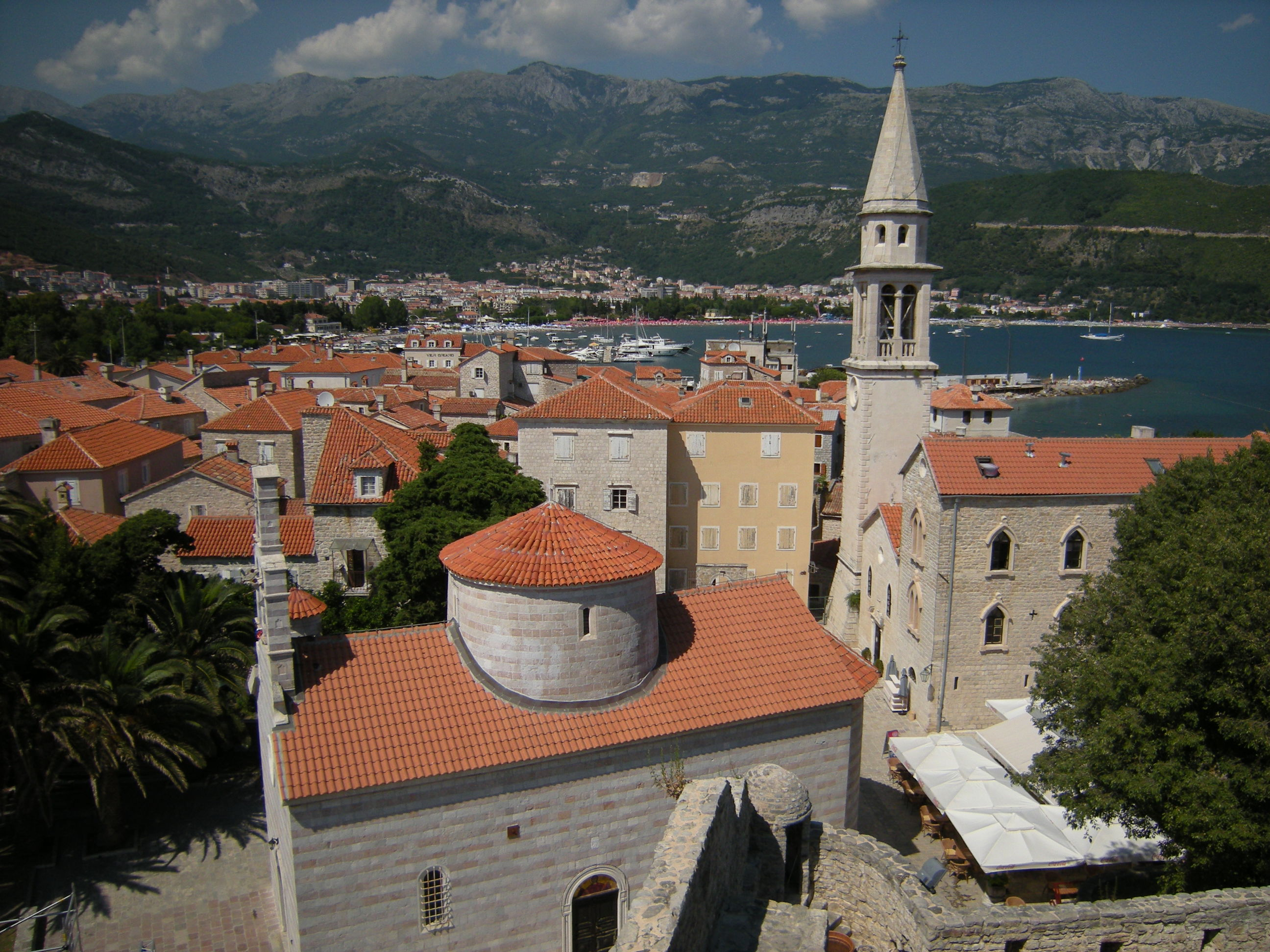
Cerkiew widziana z murów dawnej twierdzy w Budvie. Na dalszym planie katolicki kościół św. Jana Chrzciciela

Cerkiew Trójcy Świętej jest budowlą jednonawową z pomieszczeniem ołtarzowym zamkniętym półkolistą absydą, z kopułą położoną centralnie nad nawą. Zbudowano ją w stylu bizantyjskim. Nad wejściem do świątyni widoczna jest mozaika z wyobrażeniem Trójcy Świętej wzorowanym na ikonie Andrieja Rublowa. XIX-wieczny ikonostas reprezentuje styl barokowy. Autorstwa Nauma Zetiriego, twórcy ikonostasu, są również inne ikony w świątyni, które przetrwały trzęsienie ziemi na pocz. XX wieku. Na cerkiewnej dzwonnicy, położonej na elewacji budynku, znajdują się trzy dzwony. Ściany budynku są dekoracyjnie wyłożone białymi i czerwonymi kamieniami.